# Route 11 (Colombie-Britannique)
La Route 11 est une route de 17 km (11 mi) sous forme de voie rapide sur la majeure partie de son trajet.

## Description du tracé
La route 11 débute à la frontière canado-américaine comme prolongement de la SR-9 dans l'État de Washington. La route se dirige vers le nord et rencontre la route 1. Elle continue vers le nord et croise deux échangeurs dans la ville d'Abbotsford. Elle traverse la communauté de Matsqui et atteint le fleuve Fraser qu'elle traverse. De l'autre côté, elle entre à Mission. Elle possède quelques échangeurs avant de prendre fin à l'intersection avec la route 7.

## Intersections majeures
| District régional                       | Ville                     | km          | Destinations                                                                    | Notes                                             |
| --------------------------------------- | ------------------------- | ----------- | ------------------------------------------------------------------------------- | ------------------------------------------------- |
| Fraser Valley                           | Abbotsford                | 0,00        | SR-9 sud – Sumas, Bellingham                                                    | Continue dans l'État de Washington                |
| Fraser Valley                           | Abbotsford                | 0,00        | Frontière canado-américaine                                                     |                                                   |
| Fraser Valley                           | Abbotsford                | 3,44        | BC-1 – Vancouver, Hope                                                          | Échangeur; sortie 92 de la BC-1                   |
| Fraser Valley                           | Abbotsford                | 4,99        | Old Yale Road                                                                   | Échangeur; pas de sortie en direction sud         |
| Fraser Valley                           | Abbotsford                | 6,09        | Old Clayburn Road                                                               | Échangeur                                         |
| Fraser Valley                           | Abbotsford                | 13,76       | Riverside Street                                                                | Échangeur                                         |
| Fraser Valley                           | Limite Abbotsford–Mission | 14,39–15,33 | Traversée du fleuve Fraser                                                      | Traversée du fleuve Fraser                        |
| Fraser Valley                           | Mission                   | 15,73       | Horne Street Connector vers BC-7 est – Centre-ville de Mission, Agassiz         | Échangeur; sortie direction sud via London Avenue |
| Fraser Valley                           | Mission                   | 16,52       | London Avenue – Parc industriel                                                 | Échangeur                                         |
| Fraser Valley                           | Mission                   | 17,11       | BC-7 (Lougheed Highway) – Maple Ridge, Vancouver, Agassiz, Harrison Hot Springs |                                                   |
| - Accès incomplet - Transition de route |                           |             |                                                                                 |                                                   |